# Larelar Lake
Larelar Lake är en sjö i Antarktis. Den ligger i Östantarktis. Australien gör anspråk på området. Larelar Lake ligger 2 meter över havet. Arean är 1,1 kvadratkilometer. Den sträcker sig 3,1 kilometer i nord-sydlig riktning, och 2,7 kilometer i öst-västlig riktning.
I övrigt finns följande vid Larelar Lake:
- Camp Lake (en sjö)
- Powell Point (en udde)
- Tierney Hill (en kulle)
- Weddell Lake (en sjö)
- Zappert Point (en udde)